# شنا در مسابقات جهانی ورزش‌های آبی ۱۹۷۳
شنا یکی از رشته‌های ورزشی مسابقات جهانی ورزش‌های آبی ۱۹۷۳ بوده است.

## جدول مدال‌ها
| رتبه  | کشور                | طلا | نقره | برنز | مجموع |
| ۱     | آلمان شرقی          | ۱۲  | ۶    | ۷    | ۲۵    |
| ۲     | ایالات متحده آمریکا | ۱۱  | ۱۵   | ۶    | ۳۲    |
| ۳     | استرالیا            | ۱   | ۲    | ۲    | ۵     |
| ۴     | مجارستان            | ۱   | ۱    | ۱    | ۳     |
| ۵     | کانادا              | ۱   | ۰    | ۲    | ۳     |
| ۵     | ایتالیا             | ۱   | ۰    | ۲    | ۳     |
| ۷     | بریتانیای کبیر      | ۱   | ۰    | ۱    | ۲     |
| ۷     | سوئد                | ۱   | ۰    | ۱    | ۲     |
| ۹     | اتحاد جماهیر شوروی  | ۰   | ۳    | ۰    | ۳     |
| ۱۰    | هلند                | ۰   | ۱    | ۱    | ۲     |
| ۱۱    | فرانسه              | ۰   | ۱    | ۰    | ۱     |
| ۱۲    | ژاپن                | ۰   | ۰    | ۳    | ۳     |
| ۱۲    | آلمان غربی          | ۰   | ۰    | ۳    | ۳     |
| مجموع | مجموع               | ۲۹  | ۲۹   | ۲۹   | ۸۷    |